# Bivacco Lorenzo Borelli - Carlo Pivano
Il bivacco Lorenzo Borelli e Carlo Pivano o (in francese) Bivouac de la Noire - riferito all'Aiguille noire de Peuterey) è situato in Val Veny a 2.325 m s.l.m. nel massiccio del Monte Bianco facente parte del comune di Courmayeur.

## Storia
Realizzato per la prima volta nel 1923, è stato completamente riscostruito nel 1969. Il bivacco è intitolato agli alpinisti Lorenzo Borelli, uno dei primi presidenti del Club Alpino Accademico Italiano, e a Carlo Pivano.

## Caratteristiche ed informazioni
Il bivacco è situato al margine settentrionale della conca del Combalet (o Fauteuil des Allemands), nel massiccio del monte bianco. La costruzione attuale è realizzata in pietra, legno e lamiera. Dotato di coperte, materassini e batteria da cucina, dispone di illuminazione grazie ad un impianto fotovoltaico. L'acqua è derivata dal vicino torrente che scende dal Combalet.

## Accessi
Molto ripido nella parte centrale, l'attuale itinerario per il bivacco include tratti attrezzati esposti e difficili. Da Courmayeur (1.224 m) si segue la strada della Val Vény fino al ponte di Perthud (1.489 m). Oltre il ponte, la strada traversa un bosco e raggiunge il prato sul quale si affacciano le case e il campeggio di Peuterey (1.507 m). 
Si segue verso sinistra una sterrata, poi si inizia a salire accanto al torrente che scende dal Combalet. Il sentiero (segnavia n. 19) sale a destra del corso d'acqua, supera dei grossi massi, piega a sinistra e raggiunge la base delle rocce (1.900 m, 1 ora). Si supera un primo tratto attrezzato con una catena metallica, poi si continua senza difficoltà fino ai piedi della zona più ripida. Il tratto più impegnativo inizia in un canalino, si sposta a sinistra, poi torna a destra a una prima scala. 
Si va ancora a destra, si supera una seconda scala, poi si continua su un percorso sempre più aereo. Da un intaglio si attraversa obliquamente un'impressionante placca attrezzata con una catena, Poi ci si affaccia sul Combalet e sul bivacco. Si continua sul facile sentiero che sale ancora brevemente, traversa a destra sul vallone detritico che delimita la parete sud dell'Aiguille Noire de Peuterey verso il torrente e poi risale verso il bivacco (2.325, 1.30 ore). Il rientro avviene a ritroso per il medesimo itinerario dell'andata.

## Ascensioni
- Pic Gamba - 3.067 m
- Aiguille Noire de Peuterey - 3.772 m
- Mont Rouge de Peuterey - 2.941 m
- Mont Noir de Peuterey - 2.923 m